# Chiasmognathus
Chiasmognathus – rodzaj błonkówek z rodziny pszczołowatych.

## Zasięg występowania
Gatunki z tego rodzaju występują w płn. Afryce (na płd. po Kenię, Niger i Wyspy Zielonego Przylądka), płd.-zach., płd. i środkowej Azji (po Sri Lankę na wsch. i Kazachstan na płn.), oraz na Bałkanach (po Bułgarię na płn.).

## Budowa ciała
Przedstawiciele Chiasmognathus są jednymi z najmniejszych pszczół, osiągają one od niespełna 2 mm do 3,6–4,2 mm długości. Żuwaczki krzyżują się pod kątem prostym, wzdłuż brzegów wargi górnej. Czułki składają się z 10 segmentów u obu płci. Pedicel jest lekko pogrubiony i przylega ściśle do trzonka. Przedplecze w części grzbietowej jest ukryte pod przednią częścią mesoscutum. Pierwszy tergit metasomy jest grzbietowo szerszy niż dłuższy. W przednim skrzydle tylko dwie komórki submarginalne; w tylnym brak płata jugalnego.

## Biologia i ekologia
Pszczoły te są kleptopasożytami innych pszczół z rodzajów łusareczek (Nomioides) i Ceylalictus należących do rodziny smuklikowatych.

## Systematyka
Do Chiasmognathus zalicza się 15 gatunków:
- Chiasmognathus aegyptiacus
- Chiasmognathus aturksvenicus
- Chiasmognathus aurantiacus
- Chiasmognathus batelkai
- Chiasmognathus gnomus
- Chiasmognathus gussakovskii
- Chiasmognathus himyarensis
- Chiasmognathus nearchus
- Chiasmognathus orientanus
- Chiasmognathus pashupati
- Chiasmognathus rhagae
- Chiasmognathus riftensis
- Chiasmognathus sabaicus
- Chiasmognathus scythicus
- Chiasmognathus taprobanicola